# Les Mésaventures de Silène
Les Mésaventures de Silène – en italien Avversità di Sileno – est un tableau réalisé vers 1500 par le peintre italien Piero di Cosimo. Cette huile sur panneau de format horizontal est une peinture mythologique qui représente Silène tombant de son âne alors qu'il cherche du miel dans un vieux tronc, mais aussi les soins qu'il reçoit par la suite. Exécutée pour Giovanni Vespucci, l'œuvre est conservée depuis 1940 au Fogg Art Museum, à Cambridge, dans le Massachusetts. Elle a pour pendant La Découverte du miel, quant à elle au Worcester Art Museum de Worcester, dans le même État des États-Unis.

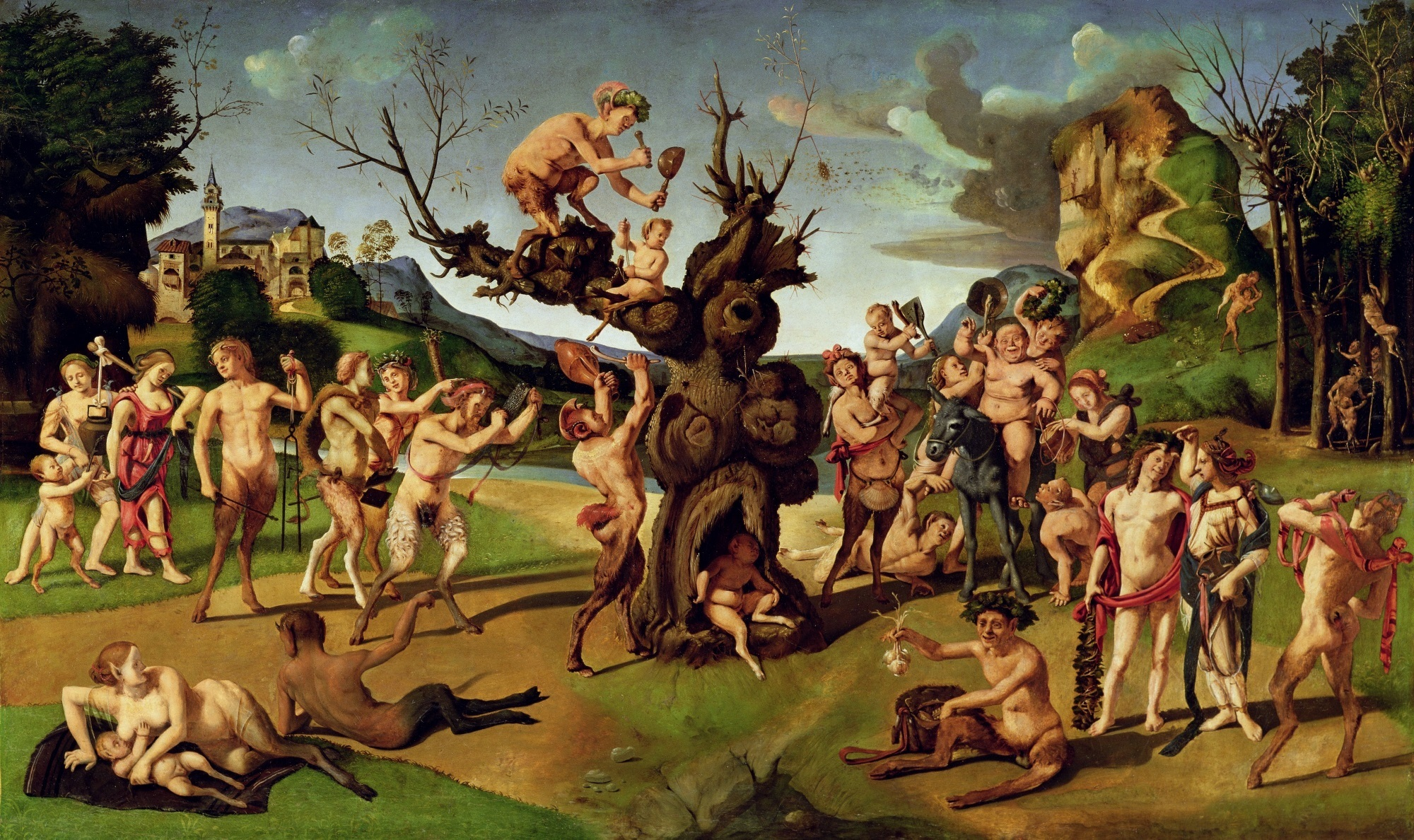
La Découverte du miel – Worcester Art Museum, Worcester.